# Naturschutzgebiet Horster Mühle
Das Naturschutzgebiet Horster Mühle liegt im Kreis Unna in Nordrhein-Westfalen. Das etwa 7,6 ha große Gebiet, das im Jahr 1992 unter Naturschutz gestellt wurde, erstreckt sich südöstlich des Kernortes der Gemeinde Bönen. Östlich des Gebietes verläuft die B 63.
Die Unterschutzstellung erfolgt
- zur Erhaltung, Entwicklung und Wiederherstellung von Lebensgemeinschaften und Biotopen bestimmter wildlebender Tier- und Pflanzenarten. Als Biotope bzw. Lebensgemeinschaften gelten hier insbesondere der naturnahe Bachlauf des Lünerner Baches mit seinen bachbegleitenden Strukturen, Kleingewässer und feuchte Mulden, Laichkrautgesellschaften, Knickfuchsschwanzrasen, extensiv genutzte Grünlandflächen, Flatterbinsen-Nassweide, Brennhahnenfuß-Nassweide-Gesellschaft, Rohrglanzgras-Röhricht, Uferhochstaudenfluren, Silberweiden-Ufergehölze, gehölzbestandene Talränder, Kopfbäume und sonstige höhlenreiche Bäume.